# Grand Prix de Fourmies 2011
Il Grand Prix de Fourmies 2011, settantanovesima edizione della corsa e valida come evento dell'UCI Europe Tour 2011, si svolse il 11 settembre 2011, per un percorso totale di 200 km. Fu vinto dal francese Guillaume Blot che giunse al traguardo con il tempo di 4h49'48" alla media di 41,4 km/h.
Al traguardo 110 ciclisti portarono a termine il percorso.

## Squadre e corridori partecipanti
| N.      | Cod. | Squadra                     |
| ------- | ---- | --------------------------- |
| 1-8     | VCD  | Vacansoleil-DCM             |
| 11-18   | BMC  | BMC Racing Team             |
| 21-28   | OLO  | Omega Pharma                |
| 31-38   | SBS  | Saxo Bank-Sungard           |
| 41-48   | RSH  | Team RadioShack             |
| 51-58   | KAT  | Katusha Team                |
| 61-68   | ALM  | AG2R La Mondiale            |
| 71-78   | FDJ  | FDJ                         |
| 81-88   | SAU  | Saur-Sojasun                |
| 91-98   | AND  | Androni Giocattoli-C.I.P.I. |
| 101-108 | EUC  | Team Europcar               |

| N.      | Cod. | Squadra                      |
| ------- | ---- | ---------------------------- |
| 111-118 | COF  | Cofidis, le Crédit en Ligne  |
| 121-128 | LAN  | Landbouwkrediet              |
| 131-138 | FAR  | Farnese Vini-Neri Sottoli    |
| 141-148 | BSC  | Bretagne-Schuller            |
| 151-158 | GEO  | Geox-TMC                     |
| 161-168 | AUB  | BigMat-Auber 93              |
| 171-178 | TT1  | Team Type 1-Sanofi           |
| 181-188 | VWA  | Verandas Willems-Accent      |
| 191-198 | TSV  | Topsport Vlaanderen-Mercator |
| 201-208 | RLM  | Roubaix-Lille Métropole      |

## Ordine d'arrivo (Top 10)
| Pos. | Corridore          | Squadra        | Tempo    |
| ---- | ------------------ | -------------- | -------- |
| 1    | Guillaume Blot     | Bretagne       | 4h49'48" |
| 2    | Alexander Kristoff | BMC            | s.t.     |
| 3    | Stefan van Dijk    | Veranda's Wil. | s.t.     |
| 4    | Adrien Petit       | Cofidis        | s.t.     |
| 5    | Mathieu Drujon     | BigMat         | s.t.     |
| 6    | Jaŭhen Hutarovič   | FDJ            | s.t.     |
| 7    | Romain Feillu      | Vacansoleil    | s.t.     |
| 8    | Robbie McEwen      | RadioShack     | s.t.     |
| 9    | Cyril Lemoine      | Saur-Sojasun   | s.t.     |
| 10   | Kenny Dehaes       | Omega Pharma   | s.t.     |